# Eileen Souffrin-Le Breton
Pour les articles homonymes, voir Souffrin.
Eileen Souffrin-Le Breton (1915-2004) est une universitaire britannique, spécialiste de la littérature française du XIXe siècle.

## Biographie
Eileen Margaret Wright est née en 1915 à Jordanhill. Elle habite Perth puis Londres. Elle étudie à l'Institut français de Londres, au King's College de Londres (B.A. 1936, M.A. 1938) puis à Paris à la Sorbonne. Elle y rencontre son premier mari Armand Souffrin, étudiant en médecine, en 1938 et y continue ses études pendant l'Occupation. Armand Souffrin passe sa thèse de  médecine en juin 1941 et meurt en octobre 1941 d'une péritonite.
Elle s'intéresse au XIXe siècle à travers Théodore de Banville. Elle se rend à Moulins où elle rencontre certains de ses descendants. Sa thèse soutenue à la Sorbonne en 1942, sous la direction de Maurice Levaillant porte sur une édition de Les Stalactites. À cette occasion, elle rassembla un matériel considérable sur Banville, y compris des lettres autographes et un croquis inédit de Banville par Baudelaire.
Après la Guerre, de retour en Écosse, elle enseigne à l'Université de Glasgow. Elle y rencontre Georges Le Breton qui devint son second mari en 1947. Elle enseigne ensuite à Londres au Bedford College de l'Université de Londres jusqu'à sa retraite en 1982. 
Elle meurt en avril 2004.

## Publications
- Les Stalactites / Théodore de Banville, édition critique, Didier, 1942
- Victor Hugo and the Parnassians : centenary essays, éd. Eileen Le Breton, Philip Ouston et Lawrence Watson, Oxford, Parnassian study circle, 1985[note 4]
- Théodore de Banville, Œuvres poétiques complètes, t. 4, éd. critique, texte établi, notice, variantes et notes par François Brunet et Eileen Souffrin-Le Breton, H. Champion, 1994
- Théodore de Banville,  Œuvres poétiques complètes, t. 2, édition critique, H. Champion, 1996
- Théodore de Banville, Lettres à Auguste Poulet-Malassis, établissement du texte et annotation par Peter J. Edwards, introduction par Eileen Souffrin-Le Breton, H. Champion, 2006

### Articles
- avec Georges Le Breton, « Il y avait, il y a quelques années, à l’hôpital de Bedlam, un fou appelé Blake… », Fontaine, n° 60, mai 1947, p. 218-221
- « La Création de Gringoire au Théâtre-Français, avec des lettres inédites de Banville », Parnasse, vol. I, n° 1, juin 1982[note 5]
- « La Genèse des Trente-six Ballades joyeuses avec des lettres inédites de Banville à Poulet-Malassis », vol. I, n° 3, décembre 1982
- « Banville et le "pauvre Villon" avec une lettre inédite de Poulet-Malassis », vol. I, n° 4, mai 1983
- « Une source possible de la "Prose pour des Esseintes », vol. II, n° 4, 1985
- « Banville et les métamorphoses d'Olympio », in Victor Hugo and the Parnassians : centenary essays, Oxford publications of the parnassian study circle, 1985,  p. 13-37
- « Debussy lecteur de Banville », Revue de Musicologie, 46, n° 122, 1960, p. 200-220
- « Banville et les Goncourt », RHLF, 49, 1949, p. 37-58
- « The young Mallarmé and tne Boucher revival », Baudelaire, Mallarmé, Valery. New Essays in Honour of Lloyd Austin, Cambridge University Press, 1982, p. 283-313
- « Banville et la poétique du décor », in Ulrich Finke, French 19th Century Painting and Literature: with Special Reference to the Relevance of Literary Subject-matter to French Painting, Manchester University Press, 1972 lire sur Google Livres
- « Coup d’œil sur la bibliothèque anglaise de Mallarmé », Revue de littérature comparée, vol. 32, n° 3, juillet-septembre 1958, p. 390-396
- « La rencontre de Wilde et de Mallarmé », Revue de littérature comparée, octobre-décembre 1959, p. 529-535
- « Banville et le ballet romantique », Revue des sciences humaines, 109, 1963, p. 59-75
- « Swinburne et "Les Misérables" », Revue de littérature comparée, 34 (4), 1960, p. 578-585.
- « Banville et la mort de Heine », Revue de littérature comparée, 40, 1966, p. 187-211